# Canton de Cébazat
Le canton de Cébazat est une circonscription électorale française du département du Puy-de-Dôme.

## Histoire
Un nouveau découpage territorial du Puy-de-Dôme entre en vigueur à l'occasion des élections départementales de 2015. Il est défini par le décret du 21 février 2014, en application des lois du 17 mai 2013 (loi organique 2013-402 et loi 2013-403). Les conseillers départementaux sont, à compter de ces élections, élus au scrutin majoritaire binominal mixte. Les électeurs de chaque canton élisent au Conseil départemental, nouvelle appellation du Conseil général, deux membres de sexe différent, qui se présentent en binôme de candidats. Les conseillers départementaux sont élus pour 6 ans au scrutin binominal majoritaire à deux tours, l'accès au second tour nécessitant 12,5 % des inscrits au 1er tour. En outre la totalité des conseillers départementaux est renouvelée. Ce nouveau mode de scrutin nécessite un redécoupage des cantons dont le nombre est divisé par deux avec arrondi à l'unité impaire supérieure si ce nombre n'est pas entier impair, assorti de conditions de seuils minimaux. Dans le Puy-de-Dôme, le nombre de cantons passe ainsi de 61 à 31.
Le canton de Cébazat est formé de communes des anciens cantons de Gerzat (3 communes) et de Royat (2 communes). Il est entièrement inclus dans l'arrondissement de Clermont-Ferrand. Le bureau centralisateur est situé à Cébazat.

## Représentation
| Période élective | Période élective | Mandat | Mandat   | Identité        | Nuance | Nuance | Qualité |
| ---------------- | ---------------- | ------ | -------- | --------------- | ------ | ------ | --- |
| 2015             | 2021             | 2015   | 2021     | Colette Béthune |        | DVD    | Employée Conseillère municipale de Nohanent                                                                  |
| 2015             | 2021             | 2015   | 2021     | Flavien Neuvy   |        | UDI    | Economiste secteur bancaire Maire de Cébazat depuis 2014 10ème Vice-Président de Clermont Auvergne Métropole |
| 2021             | 2028             | 2021   | en cours | Colette Béthune |        | DVD    | Conseillère sortante                                                                                         |
| 2021             | 2028             | 2021   | en cours | Flavien Neuvy   |        | UDI    | Conseiller sortant                                                                                           |

### Résultats détaillés

#### Élections de mars 2015
À l'issue du 1er tour des élections départementales de 2015, deux binômes sont en ballottage : Colette Bethune et Flavien Neuvy (Union de la Droite, 47,31 %) et Corinne Acheriaux et Philippe Deligne (Union de la Gauche, 23,73 %). Le taux de participation est de 53,2 % (7 388 votants sur 13 886 inscrits) contre 52,8 % au niveau départemental et 50,17 % au niveau national.
Au second tour, Colette Bethune et Flavien Neuvy (Union de la Droite) sont élus avec 63,52 % des suffrages exprimés et un taux de participation de 51,04 % (4 151 voix pour 7 087 votants et 13 886 inscrits).

#### Élections de juin 2021
Le premier tour des élections départementales de 2021 est marqué par un très faible taux de participation (33,26 % au niveau national). Dans le canton de Cébazat, ce taux de participation est de 35,71 % (5 005 votants sur 14 015 inscrits) contre 36,11 % au niveau départemental. À l'issue de ce premier tour, deux binômes sont en ballottage : Colette Bethune et Flavien Neuvy (Union au centre et à droite, 59,73 %) et Gabriel Fenaille et Frédérique Leymonie (DVG, 27,75 %).
Le second tour des élections est marqué une nouvelle fois par une abstention massive équivalente au premier tour. Les taux de participation sont de 34,36 % au niveau national, 37,4 % dans le département et 35,56 % dans le canton de Cébazat. Colette Bethune et Flavien Neuvy (Union au centre et à droite) sont élus avec 69,78 % des suffrages exprimés (3 311 voix pour 4 984 votants et 14 015 inscrits),,.

## Composition
Le canton de Cébazat comprend cinq communes entières.
| Nom                             | Code Insee | Intercommunalité            | Superficie (km2) | Population (dernière pop. légale) | Densité (hab./km2) | Modifier                                    |
| ------------------------------- | ---------- | --------------------------- | ---------------- | --------------------------------- | ------------------ | ------------------------------------------- |
| Cébazat (bureau centralisateur) | 63063      | Clermont Auvergne Métropole | 10,02            | 8 949 (2022)                      | 893                | modifier les données · modifier les données |
| Blanzat                         | 63042      | Clermont Auvergne Métropole | 6,96             | 3 729 (2022)                      | 536                | modifier les données · modifier les données |
| Durtol                          | 63141      | Clermont Auvergne Métropole | 4,01             | 1 964 (2022)                      | 490                | modifier les données · modifier les données |
| Nohanent                        | 63254      | Clermont Auvergne Métropole | 4,20             | 2 246 (2022)                      | 535                | modifier les données · modifier les données |
| Sayat                           | 63417      | CA Riom Limagne et Volcans  | 8,29             | 2 519 (2022)                      | 304                | modifier les données · modifier les données |
| Canton de Cébazat               | 6307       |                             | 33,48            | 19 407 (2022)                     | 580                | modifier les données                        |

## Démographie
En 2022, le canton comptait 19 407 habitants, en évolution de +4,65 % par rapport à 2016 (Puy-de-Dôme : +2,1 %, France hors Mayotte : +2,11 %).
| 2013   | 2018   | 2022   |
| ------ | ------ | ------ |
| 17 487 | 19 100 | 19 407 |